# Journal of Applied Physiology
Journal of Applied Physiology - ежемесячный рецензируемый медицинский журнал по физиологии, публикуемый Американским физиологическим обществом. Журнал был основан в 1948 году и в настоящее время редактируется доктором Сью Бодин . По данным Journal Citation Reports, в 2014 году импакт-фактор составил 3,056. 

## Внешние ссылки
- jap.physiology.org — официальный сайт Journal of Applied Physiology